# بالستیک (مکانیک)

خط سیر سه جسم پرتاب شده در یک زاویه یکسان (۷۰ درجه). جسم سیاه هیچ نوع نیروی پساری را سر راه خود نمی‌بیند و در امتداد یک سهمی حرکت می‌کند. جسم سبز پسار نیوتونی و جسم آبی نیروی پسار استوکسی را سر خود می‌بینند (برای مثال جسم سیاه درون خلا پرتاب شده است، سبز درون آب و آبی درون روغن).

بالستیک (به انگلیسی: ballistics) یا پرتابه‌شناسی،  به علم مکانیک نحوه پرواز و اثر پرتابه‌ها به ویژه انواع گلوله، بمب غیر هدایت شونده و راکت‌ها گفته‌می‌شود و همچنین در طراحی پرتابه‌هایی که برای دستیابی به عملکرد مورد نظر مفید باشد، نقش اساسی دارد.
موشک بالستیک موشکی است که تنها در مراحل اولیه پرواز خود با نیروی پیشرانه راکتی هدایت می‌شود و بقیه مسیر پیمایش خود را تنها با قوانین فیزیک مکانیک می‌پیماید.

## پیشینه
اولین پرتابه‌های شناخته شده سنگ، نیزه و بومرنگ در استرالیا بوده‌اند.